# C. J. Box
Charles James „C. J.“ Box (* 1958 in Casper, Wyoming) ist ein US-amerikanischer Schriftsteller. Er schreibt Thriller und Mystery- sowie Kurzgeschichten. In einigen Verzeichnissen oder Veröffentlichungen wird er auch als Chuck J. Box oder Chuck Box geführt.

## Leben
Charles James Box studierte an der University of Denver und machte hier 1981 einen Bachelor in Massenkommunikation. Danach arbeitete er als Journalist unter anderem bei Wyomings Saratoga Sun, als Rancher und als Jagdaufseher.
Mit dem Mysterythriller Open Season wurde 2001 sein erster Roman veröffentlicht. In diesem Buch führt er mit Joe Pickett die Hauptfigur vieler seiner weiteren Bücher ein. C. J. Box lebt in Cheyenne (Wyoming) mit seiner Frau Laurie und seinen drei Töchtern. Dort betreibt er als Teilhaber zusammen mit seiner Frau ein internationales Tourismusmarketingunternehmen. Er koordiniert Tourismusprogramme in den Rocky Mountains und engagiert sich beim Rodeo der Cheyenne Frontier Days. Dafür erhielt er 2008 von Wyomings Tourismusindustrie den Big WYO Award.
Der Roman The Highway, erschienen 2013, wurde von Showrunner David E. Kelley für eine Thriller-Serie unter dem Titel Big Sky adaptiert. Die drei Staffeln umfassende Serie mit Brian Geraghty, John Carroll Lynch, Katheryn Winnick und Kylie Bunbury in den Hauptrollen startete im November 2020 beim US-Fernsehsender ABC; in Deutschland ist sie seit Februar 2021 bei Disney+ unter dem Label Star Original zu sehen.

## Auszeichnungen
- Anthony Award 2002, Bester Erstlingsroman: Open Season (dt. Keine Schonzeit bzw. Jagdopfer)
- Macavity Award 2002, Bester Erstlingsroman: Open Season (dt. Keine Schonzeit bzw. Jagdopfer)
- Gumshoe Award 2002, Bester Erstlingsroman: Open Season (dt. Keine Schonzeit bzw. Jagdopfer)
- Barry Award 2002, Bester Erstlingsroman: Open Season (dt. Keine Schonzeit bzw. Jagdopfer)
- Prix Calibre 38 2008 (Frankreich), Bester Roman: Blue Heaven (dt. Stumme Zeugen)
- Edgar Allan Poe Award 2009, Bester Roman: Blue Heaven (dt. Stumme Zeugen)
- Mountains & Plains Independent Booksellers Association Award for Fiction 2010[5]

## Werke

### Joe Pickett - Reihe
1. Keine Schonzeit. Blanvalet, 2002, ISBN 3-442-35759-4, auch erschienen als Jagdopfer. Heyne Verlag, 2010, ISBN 978-3-45343-430-1 (engl. Original: Open Season. G.P. Putnam, 2001, ISBN 0-3991-4748-9), übersetzt von Andreas Heckmann
2. Wilde Flucht. Heyne Verlag, 2010, ISBN 978-3-453-43432-5 (engl. Original: Savage Run. G.P. Putnam's Sons, ISBN 0-3991-4887-6) übersetzt von Andreas Heckmann
3. Blutschnee. Heyne Verlag, 2011, ISBN 978-3-453-43433-2 (engl. Original: Winter Kill. G.P. Putnam, 2003, ISBN 0-3991-5045-5), übersetzt von Andreas Heckmann
4. Kalte Spur. Heyne Verlag, 2012, ISBN 978-3-453-43426-4 (engl. Original: Trophy Hunt. G.P. Putnam's Sons, 2004, ISBN 0-3991-5200-8), übersetzt von Andreas Heckmann
5. Todfeinde. Heyne Verlag, 2012, ISBN 978-3-453-43431-8 (engl. Original: Out of Range, G.P. Putnam's Sons, 2005, ISBN 0-3991-5291-1), übersetzt von Andreas Heckmann
6. Rachedurst. Heyne Verlag, 2012 (engl. Original: In Plain Sight. G.P. Putnam's Sons, 2006, ISBN 0-3991-5360-8)
7. Todeszone. Heyne Verlag, 2009, ISBN 978-3-453-43427-1 (engl. Original: Free Fire. G.P. Putnam's Sons, 2007, ISBN 978-0-3991-5427-0), übersetzt von Andreas Heckmann
8. Blood Trail. G.P. Putnam's Sons, 2008, ISBN 978-0-3991-5488-1
9. Below Zero. G.P. Putnam's Sons, 2009, ISBN 978-0-3991-5575-8
10. Nowhere to run. G.P. Putnam's Sons, 2010, ISBN 978-0-3991-5645-8
11. Cold Wind. G.P. Putnam's Sons, 2011, ISBN 978-0-3991-5735-6
12. Force of Nature. G.P. Putnam's Sons, 2012, ISBN 978-0-3991-5826-1
13. Breaking Point. G.P. Putnam's Sons, 2013, ISBN 978-0-399-16075-2

### Einzelwerke
- Stumme Zeugen, Heyne Verlag, 2007, ISBN 978-3-453-43280-2 (engl. Original: Blue Heaven. St. Martin's Minotaur, 2007, ISBN 978-0-3123-6570-7), übersetzt von Bernhard Liesen
- Mörderischer Abschied, Heyne Verlag, 2009, ISBN 978-3-453-43408-0 (engl. Original: Three Weeks to say Goodbye. St. Martin's Minotaur, 2009, ISBN 978-0-3123-6572-1), übersetzt von Bernhard Liesen
- Back of beyond. St. Martin's Minotaur, 2011, ISBN 978-0-3123-6574-5
- The Highway. St. Martin's Minotaur, 2013, ISBN 978-0-312-58320-0

### Kurzgeschichten
- Dull Knife. 2005
- The Master Falconer. 2006
- Le Sauvage Noble. 2007